# Temporada 1981-82 de los New York Knicks
La temporada 1981-82 fue la trigésimo sexta de los New York Knicks en la NBA. La temporada regular acabó con 33 victorias y 49 derrotas, ocupando el décimo puesto de la conferencia, no logrando clasificarse para los playoffs.

## Elecciones en elDraft
| Ronda | Puesto | Jugador          | Posición  | Nacionalidad   | Universidad |
| ----- | ------ | ---------------- | --------- | -------------- | ----------- |
| 3     | 57     | Frank Brickowski | Ala-Pívot | Estados Unidos | Penn State  |
| 4     | 86     | Alex Bradley     | Alero     | Estados Unidos | Villanova   |

## Temporada regular
| División Atlántico   | División Atlántico | División Atlántico | División Atlántico | División Atlántico | División Atlántico | División Atlántico | División Atlántico | División Atlántico |
| Equipo               | G                  | P                  | %                  | PD                 | Casa               | Fuera              | Div                |                    |
| -------------------- | ------------------ | ------------------ | ------------------ | ------------------ | ------------------ | ------------------ | ------------------ | ------------------ |
| y-Boston Celtics     | 63                 | 19                 | .768               | –                  | 35–6               | 28–13              | 20–4               |                    |
| x-Philadelphia 76ers | 58                 | 24                 | .707               | 5.0                | 32–9               | 26–15              | 16–8               |                    |
| x-New Jersey Nets    | 44                 | 38                 | .537               | 19.0               | 25–16              | 19–22              | 12–12              |                    |
| x-Washington Bullets | 43                 | 39                 | .524               | 20.0               | 22–19              | 21–20              | 7–17               |                    |
| New York Knicks      | 33                 | 49                 | .402               | 30.0               | 19–22              | 14–27              | 5–19               |                    |

## Estadísticas
| Rk | Jugador                | Edad | P  | PT | MP   | TC  | TCI  | %TC  | T3  | T3I | %T3  | TL  | TLI | %TL  | RO  | RD  | RT   | AS  | RB  | TAP | BP  | FP  | PTS  |
| -- | ---------------------- | ---- | -- | -- | ---- | --- | ---- | ---- | --- | --- | ---- | --- | --- | ---- | --- | --- | ---- | --- | --- | --- | --- | --- | ---- |
| 1  | Micheal Ray Richardson | 26   | 82 | 79 | 37.1 | 7.5 | 16.4 | .461 | 0.2 | 1.2 | .188 | 2.6 | 3.7 | .700 | 2.2 | 4.7 | 6.9  | 7.0 | 2.6 | 0.5 | 3.5 | 3.9 | 17.9 |
| 2  | Maurice Lucas          | 29   | 80 | 74 | 33.4 | 6.3 | 12.5 | .504 | 0.0 | 0.0 | .000 | 3.2 | 4.4 | .725 | 3.4 | 7.9 | 11.3 | 2.2 | 0.9 | 0.9 | 2.2 | 3.9 | 15.8 |
| 3  | Campy Russell          | 30   | 77 | 63 | 30.6 | 5.3 | 11.1 | .478 | 0.3 | 0.7 | .439 | 3.0 | 3.8 | .776 | 1.1 | 1.9 | 3.1  | 3.7 | 1.0 | 0.2 | 2.5 | 2.9 | 13.9 |
| 4  | Bill Cartwright        | 24   | 72 | 50 | 28.6 | 5.4 | 9.6  | .562 | 0.0 | 0.0 |      | 3.6 | 4.7 | .763 | 1.6 | 4.2 | 5.8  | 1.2 | 0.7 | 0.9 | 2.3 | 2.9 | 14.4 |
| 5  | Sly Williams           | 24   | 60 | 27 | 25.4 | 5.8 | 10.5 | .556 | 0.0 | 0.2 | .222 | 2.2 | 2.9 | .757 | 1.7 | 2.1 | 3.8  | 2.4 | 1.3 | 0.3 | 1.9 | 2.6 | 13.9 |
| 6  | Paul Westphal          | 31   | 18 | 12 | 25.1 | 4.8 | 10.8 | .443 | 0.1 | 0.4 | .250 | 2.0 | 2.6 | .766 | 0.5 | 0.7 | 1.2  | 5.6 | 1.1 | 0.4 | 2.6 | 3.4 | 11.7 |
| 7  | Randy Smith            | 33   | 82 | 40 | 24.8 | 4.2 | 9.1  | .465 | 0.0 | 0.1 | .273 | 1.5 | 1.8 | .808 | 0.6 | 1.2 | 1.9  | 3.1 | 1.1 | 0.0 | 1.5 | 2.4 | 10.0 |
| 8  | Marvin Webster         | 29   | 82 | 32 | 23.0 | 2.4 | 4.9  | .491 | 0.0 | 0.0 |      | 1.3 | 2.1 | .635 | 2.2 | 3.7 | 6.0  | 1.2 | 0.3 | 1.1 | 1.1 | 2.6 | 6.2  |
| 9  | Mike Newlin            | 33   | 76 | 32 | 19.8 | 3.8 | 8.1  | .465 | 0.1 | 0.3 | .304 | 1.7 | 1.9 | .857 | 0.5 | 0.7 | 1.2  | 2.2 | 0.4 | 0.0 | 1.4 | 2.6 | 9.3  |
| 10 | Toby Knight            | 26   | 40 | 0  | 13.8 | 2.6 | 4.6  | .557 | 0.0 | 0.0 |      | 0.4 | 0.6 | .680 | 0.8 | 1.2 | 2.1  | 0.6 | 0.4 | 0.3 | 0.5 | 1.9 | 5.5  |
| 11 | Reggie Carter          | 24   | 75 | 1  | 12.3 | 1.6 | 3.7  | .425 | 0.0 | 0.0 |      | 0.9 | 1.1 | .800 | 0.5 | 0.8 | 1.3  | 1.7 | 0.5 | 0.1 | 1.0 | 1.7 | 4.0  |
| 12 | Alex Bradley           | 22   | 39 | 0  | 8.5  | 1.4 | 2.6  | .524 | 0.0 | 0.0 | .000 | 0.7 | 1.2 | .604 | 0.8 | 0.9 | 1.7  | 0.3 | 0.3 | 0.1 | 0.7 | 0.9 | 3.5  |
| 13 | DeWayne Scales         | 23   | 3  | 0  | 8.0  | 0.3 | 1.7  | .200 | 0.0 | 0.0 |      | 0.3 | 0.7 | .500 | 0.7 | 1.0 | 1.7  | 0.0 | 0.3 | 0.3 | 0.7 | 1.0 | 1.0  |
| 14 | Larry Demic            | 24   | 48 | 0  | 7.4  | 0.8 | 1.7  | .470 | 0.0 | 0.0 | .000 | 0.3 | 0.8 | .359 | 0.6 | 1.0 | 1.6  | 0.3 | 0.1 | 0.1 | 0.5 | 1.4 | 1.9  |
| 15 | Hollis Copeland        | 26   | 18 | 0  | 6.6  | 0.9 | 2.1  | .421 | 0.0 | 0.0 |      | 0.3 | 0.3 | .833 | 0.2 | 0.1 | 0.3  | 0.5 | 0.2 | 0.1 | 0.2 | 1.1 | 2.1  |

## Galardones y récords
| Jugador                | Galardón |
| Micheal Ray Richardson | All-Star |